# Kenilworth (New Jersey)
Kenilworth ist eine Stadt im Union County, New Jersey, USA. Das U.S. Census Bureau ermittelte bei der Volkszählung 2020 eine Einwohnerzahl von 8427.
Kenilworth wurde im Jahr 1907 gegründet.

## Geographie
Nach den Angaben des United States Census Bureaus hat die Stadt eine Gesamtfläche von 5,5 km2, wobei keine Wasserflächen miteinberechnet sind.

## Demografie
Nach der Volkszählung von 2000 gibt es 7.675 Menschen, 2.854 Haushalte und 2.117 Familien in der Stadt. Die Bevölkerungsdichte beträgt 1.384,7 Einwohner pro km2. 91,30 % der Bevölkerung sind Weiße, 2,40 % Afroamerikaner, 0,25 % amerikanische Ureinwohner, 2,88 % Asiaten, 0,00 % pazifische Insulaner, 1,80 % anderer Herkunft und 1,38 % Mischlinge. 8,64 % sind Latinos unterschiedlicher Abstammung.
Von den 2.854 Haushalten haben 28,6 % Kinder unter 18 Jahre. 58,4 % davon sind verheiratete, zusammenlebende Paare, 11,9 % sind alleinerziehende Mütter, 25,8 % sind keine Familien, 21,4 % bestehen aus Singlehaushalten und in 11,0 % Menschen sind älter als 65. Die Durchschnittshaushaltsgröße beträgt 2,69, die Durchschnittsfamiliengröße 3,15.
20,8 % der Bevölkerung sind unter 18 Jahre alt, 6,9 % zwischen 18 und 24, 30,8 % zwischen 25 und 44, 23,3 % zwischen 45 und 64, 18,2 % älter als 65. Das Durchschnittsalter beträgt 40 Jahre. Das Verhältnis Frauen zu Männer beträgt 100:94,2, für Menschen älter als 18 Jahre beträgt das Verhältnis 100:90,7.
Das jährliche Durchschnittseinkommen der Haushalte beträgt 59.929 USD, das Durchschnittseinkommen der Familien 66.500 USD. Männer haben ein Durchschnittseinkommen von 40.808 USD, Frauen 34.698 USD. Der Prokopfeinkommen der Stadt beträgt 24.343 USD. 2,0 % der Bevölkerung und 1,9 % der Familien leben unterhalb der Armutsgrenze, davon sind 2,2 % Kinder oder Jugendliche jünger als 18 Jahre und 3,2 % der Menschen sind älter als 65.

## Bekannte Bürger der Stadt
- Tony Siragusa, ehemaliger NFL-Profi für die Indianapolis Colts und die Baltimore Ravens